# Bjässviken och Orrholmen
Bjässviken och Orrholmen är ett fritidshusområde vid Kågefjärdens södra strand öster om Kåge. Från 2015 avgränsar SCB här en småort.